# Рів (річка)
Рів (Ров) — річка в Україні, на Подільській височині, в межах Хмельницького району Хмельницької області та Жмеринського району Вінницької області. Права притока Південного Бугу (басейн Чорного моря).

## Опис
Довжина — 104 км, площа басейну 1 162 км². Долина V-подібна, слабозвивиста, завширшки переважно 0,7—1,3 км, максимально до 3 км (в районі міста Бара). Глибина долини змінюється від 5—10 до 20—35 м. Річище звивисте, завширшки 5—20 м, подекуди порожисте, є острови; на окремих ділянках річище пересихає. Похил річки 0,82 м/км. Заплава в багатьох місцях заболочена. Споруджено декілька ставків і водосховищ.

## Розташування
Рів бере початок на північ від села Слобідка-Охрімовецька. Тече переважно на схід. На території Жмеринського району вона розділяє район на північну і південну частини. Впадає до Південного Бугу в північній частині села Могилівка, що на захід від міста Гнівані.

## Основні притоки

### Ліві
- Ровок
- Шевчичка
- Думка
- Брага
- Людавка.
- Річка без назви — річка у Барському районі Вінницької області. Бере початок у селі Шевченка. Тече переважно на південний схід через Антонівку і впадає у Рів за 56 км від його гирла. Довжина річки 9,6 км, площа басейну — 30,5 км².[1]

### Праві
- Річка без назви — річка у Барському районі Вінницької області. Бере початок у селі Борщі. Тече переважно на північний схід понад Чемериське і між селами Шершні та Чемериси-Барські впадає у річку Рів за 71 км від його гирла. Довжина річки 6,4 км, площа басейну — 20 км². Споруджено ставки.[1]

- Горпинка — річка у Барському районі Вінницької області. Бере початок у Йосипівці. Тече переважно на північний схід через село Пляцина і у місті Бар впадає у Рів за 66 км від його гирла. Довжина річки 5,6 км, площа басейну — 13,4 км².[1][2]

## Населені пункти

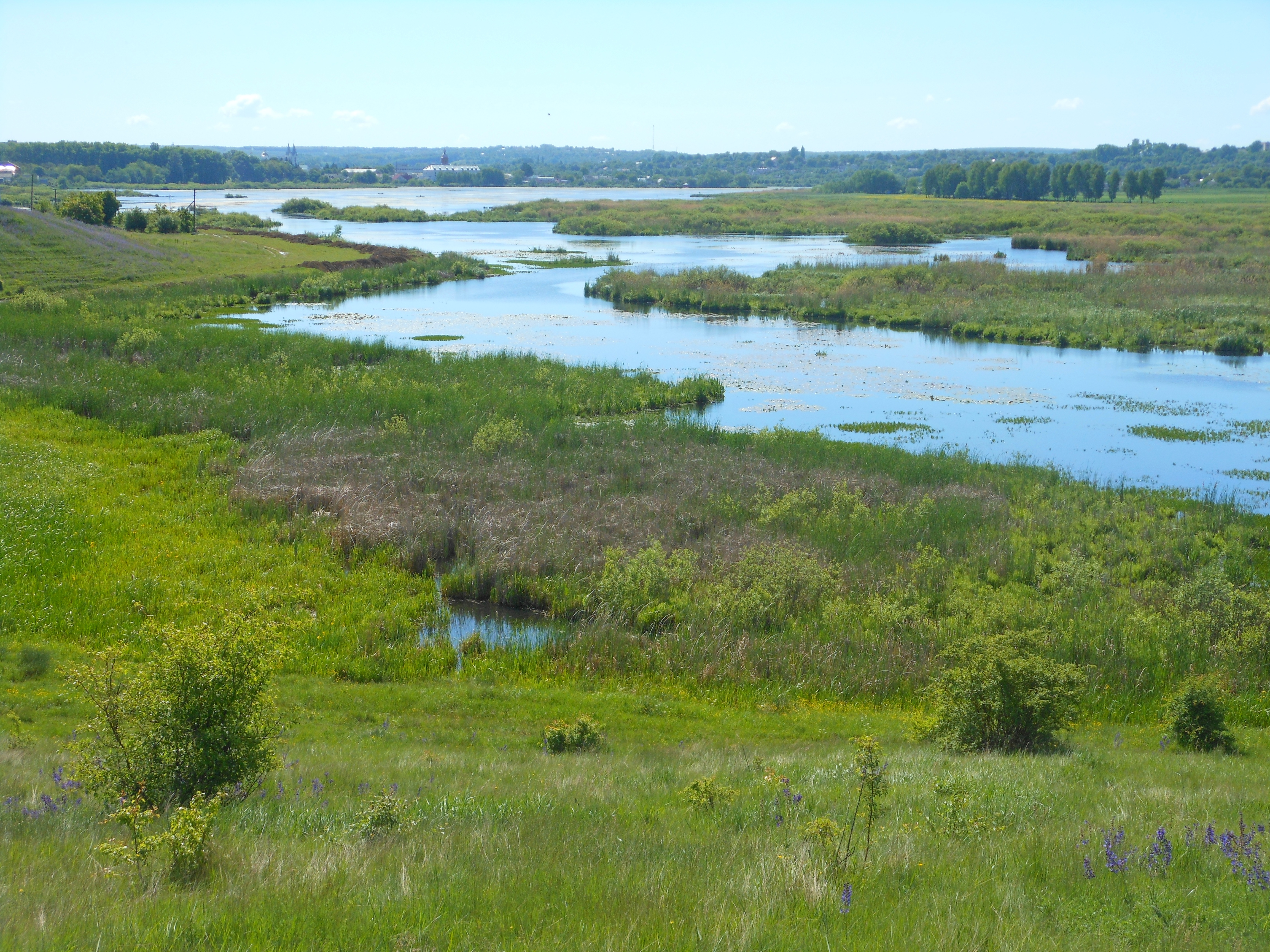
Річка Рів в межах міста Бар

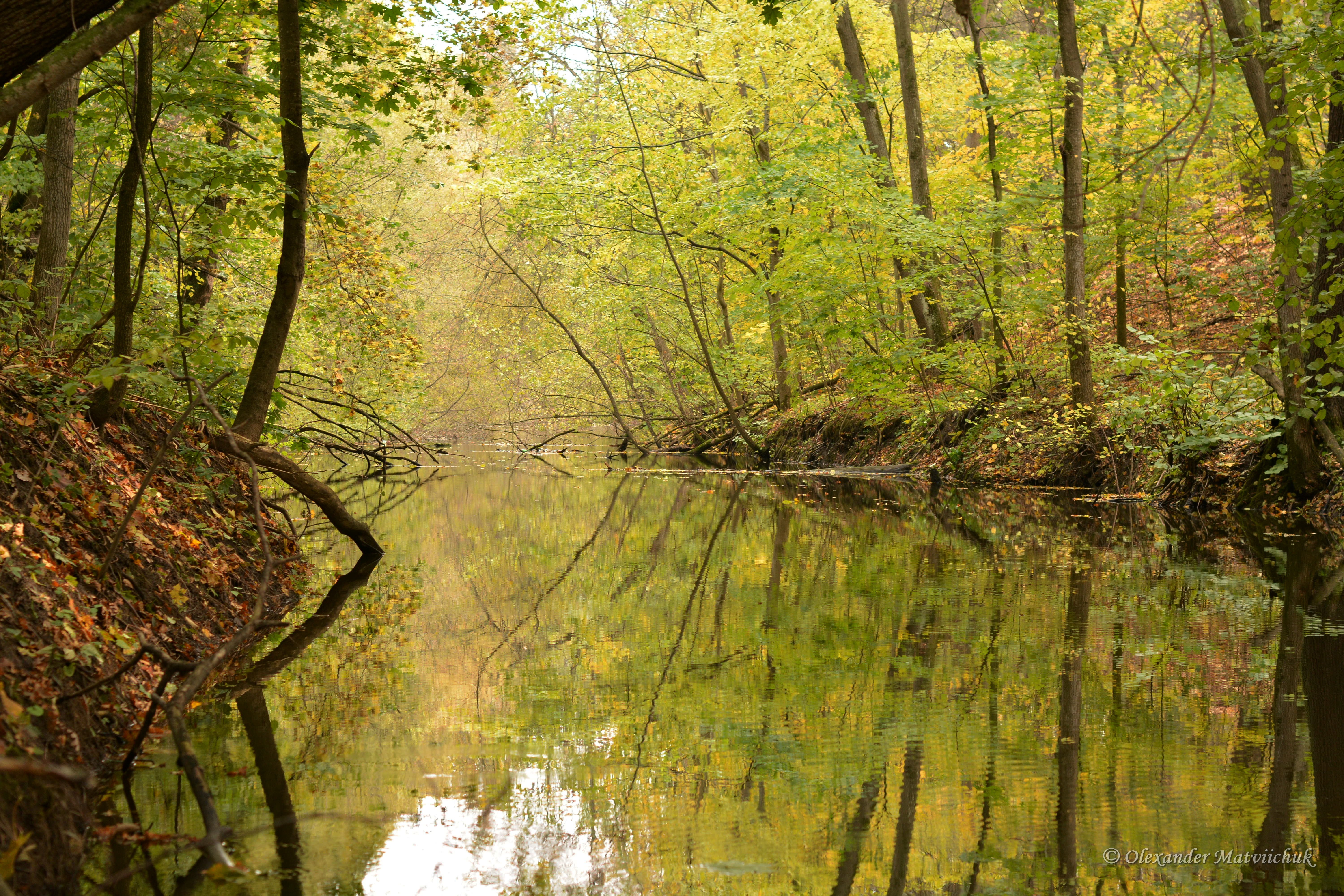
Річка Рів у заказнику Володимирська Дубина

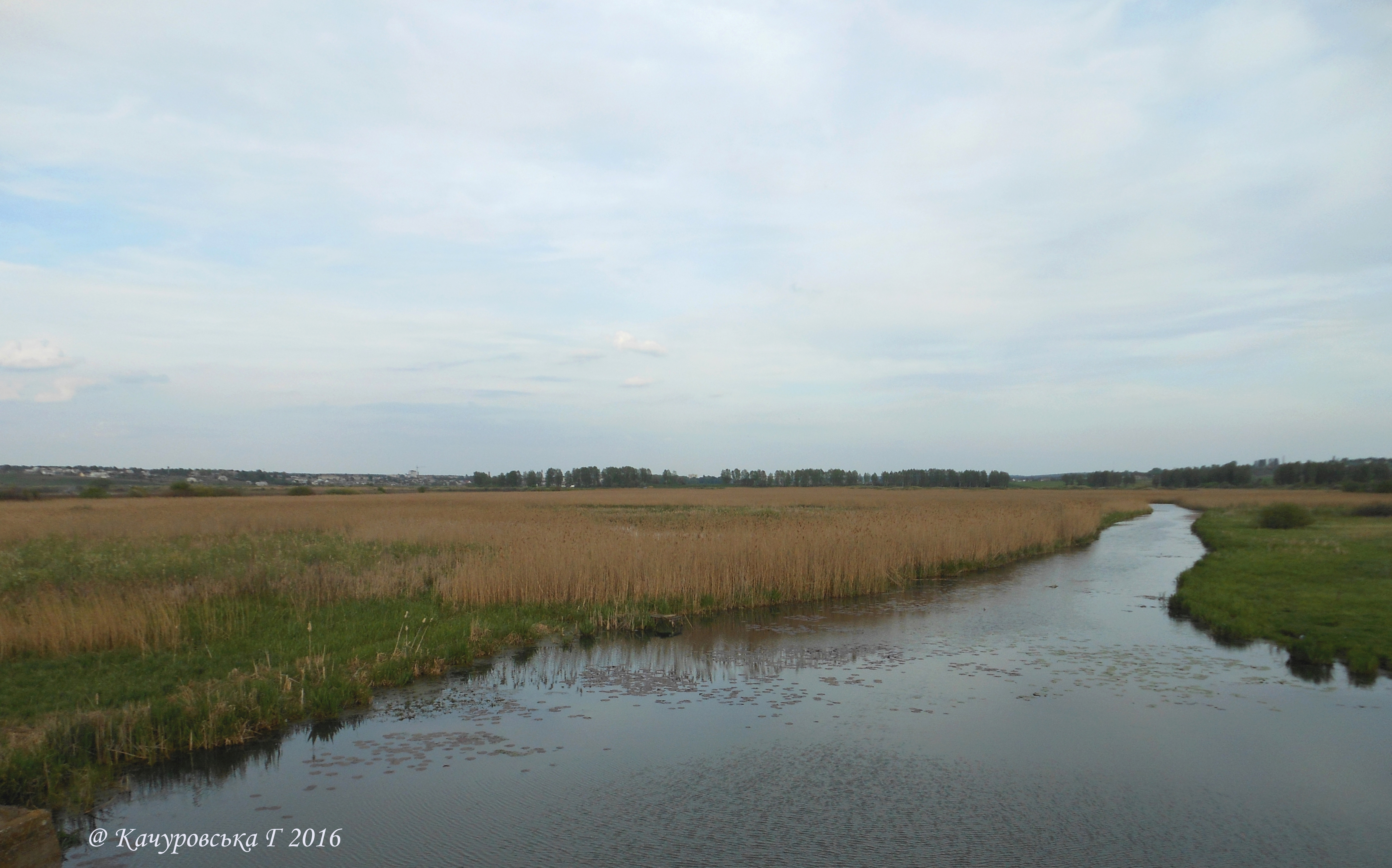
Річка Рів біля села Шершні

На річці розташовані місто Бар та смт Браїлів. У межах Жмеринського району такі села і хутори: Мельники, Токарівка, Чернятин, Северинівка, Межирів, Рів, Тартак, Сьомаки, Демидівка, Могилівка, Шершні, Чемериси-Барські, Балки.

## Історія та цікаві факти
Населені пункти вздовж річки Рову належать до району давнього заселення людей. Тут проводилися розкопки давніх поселень, знаходили знаряддя праці людей кам'яної доби: рубила, скребки та інші (с. Межирів). У річку Рів впадає його велика ліва притока — річка Думка. В її дельті розташоване с. Межирів — поселення, що мало магдебурзьке право, колишній районний центр, а нині невелике вимираюче село. Тільки давні архітектурні споруди нагадують про його славу. Назва Межирів походить від розташування його між Ровом та Ровцем (Думкою).
Біля смт Браїлів у Рів впадає річка Брага, ліва притока якої дала назву поселенню «Брагирів — Браїлів». По долині річки утворено дев'ять ставків, які роблять її повноводнішою. Рів з давніх часів має велике антропогенне навантаження і стоки забруднюють його. На його шляху стоїть Мартинівський спиртзавод, Браїлівський цукровий завод. Русло річки незмінне у верхній течії у вапняках (Рівські товтри), відкладах Сарматського моря. Вапняки трапляються до ділянки Тартак — Сьомаки, а далі русло йде в граніті — вихід українського гранітного щита. Це дуже добре видно біля Браїлівського цукрового заводу: на річці є гранітні пороги. Вапняк та граніт завжди використовуються для будівництва, тому тут можна побачити багато кар'єрів та вапнярок. По берегах річки в давніх поселеннях збереглися пам'ятки природи — парки садибного типу з рідкісними деревами: Чернятинський, Северинівський, Браїлівський. Неподалік від с. Северинівки, на південь, на водорозділі Рову та Мурафи є урочище «Северинівська Дубина», де збереглися 9 вікових дубів, віком 300 років. Це колишня дача Северина Орловського. Тут донедавно біля дубів був будинок-дача, в якому жив лісник, фруктовий сад, криниця.
З річкою Рів пов'язане ім'я російського композитора Петра Чайковського, який жив у Браїлові та Сьомаках в маєтку графині фон Мекк і оспівав його краєвиди в музичних творах (див. також Володимирська Дубина).